# Le Lion amoureux (Roqueplan)
Pour l’article homonyme, voir Le Lion amoureux.
Le Lion amoureux est une peinture à l'huile sur toile réalisée par Camille Roqueplan en 1836, de style académico-romantique, qui se trouve conservée actuellement à la Wallace Collection à Londres.

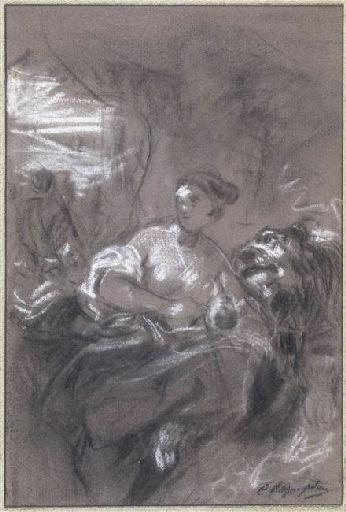
Camille Roqueplan, Le Lion amoureux, fusain et craie sur papier teinté,. Musée national Magnin, Dijon.